# Guerras de Castro
As Guerras de Castro foram uma série de conflitos durante meados do século XVII que giraram em torno da antiga cidade de Castro (localizada na atual Lácio, Itália), que acabou resultando na destruição da cidade em 2 de setembro de 1649. O conflito foi um resultado de uma luta de poder entre o papado – representado por membros de duas famílias romanas profundamente arraigadas e seus papas, os Barberini e o Papa Urbano VIII e os Pamphili e o Papa Inocêncio X – e os duques Farnese de Parma, que controlavam Castro e seus territórios vizinhos como o Ducado de Castro.